# Доходный дом с винным магазином Леве
Доходный дом с винным магазином О. П. Леве — историческое здание в Москве (Столешников пер., д. 7, стр. 1). Построено в 1903 году по проекту архитектора А. Э. Эрихсона в стиле модерн. Здание имеет статус объекта культурного наследия регионального значения.

## История
Владение в Столешниковом переулке, ныне занимаемое домами 7 и 9, в начале XIX века приобрёл известный французский балетный деятель и балетмейстер Жан Ламираль. Перед возвращением во Францию Ламираль продал городскую усадьбу П. П. Гагарину. В 1870-х годах владение принадлежало виноторговцу Егору Леве. Он разделил владение на две части. Часть, ныне занимаемую домом 9, он продал Д. И. Никифорову, а другую часть оставил себе. Там разместился его знаменитый винный магазин, упоминаемый в том числе и в романе «Анна Каренина».
В 1903 году известный московский архитектор Адольф Эрихсон построил для семейства Леве новый дом в стиле модерн на месте снесённого старого. Его фасад был богато отделан камнем и бронзой (горизонтальные тяги, растительные орнаменты, бронзовые капители колонн). На центральном ризалите расположен балкон. Его поддерживают женские гермы, обвитые виноградными лозами, что указывало на принадлежность виноторговцам. Для облицовки было использовано несколько сортов натурального камня, отличающихся как цветом, так и фактурой: в основании красный полированный гранит, в колоннах чёрный полированный лабрадорит, красный обработанный рустом туф на стене первого этажа, известняк на стене второго этажа и на балконе. Над балконом в приподнятой части здания — большое полуциркульное окно. В верхних частях окон применена мелкая расстекловка, что является характерным приёмом Эрихсона.
Винный магазин размещался на первом этаже. До революции им владела потомственная почётная гражданка Ольга Петровна Леве. В советское время это был фирменный магазин Главвино Министерства пищевой промышленности СССР, позднее — магазин «Фрукты-Вино». Сейчас винного магазина в доме уже нет. Верхние его этажи занимает Главное управление архитектуры и градостроительства Московской области. 

## См также
- Здания Госстроя и Госкомархитектуры